# Dalham
Dalham är en by och en civil parish i distriktet West Suffolk i Suffolk i England. Orten har 199 invånare. Den har en kyrka.